# Diplazium lindbergii
Diplazium lindbergii är en majbräkenväxtart som först beskrevs av Georg Heinrich Mettenius och som fick sitt nu gällande namn av Hermann Christ.
Diplazium lindbergii ingår i släktet Diplazium och familjen Athyriaceae. Inga underarter finns listade i Catalogue of Life.